# Murdochella alacer
Murdochella alacer är en snäckart som beskrevs av Harold John Finlay 1926. Murdochella alacer ingår i släktet Murdochella och familjen vindeltrappsnäckor. Inga underarter finns listade i Catalogue of Life.